# Ľubomír Pištej
Ľubomír Pištej est un joueur de tennis de table slovaque né le 6 mars 1984 à Prešov (Tchécoslovaquie).

## Carrière
Ľubomír Pištej est sacré champion d'Europe junior en double mixte à Terni (Italie) en 2001.
Il devient en 2007 le joueur no 3 de l'équipe de Pro A de Tennis de Table du club de S.A.G.Cestas. Cette année-là, il termine 3e de l'Open des Flandres en Belgique, remporte le Top 10 de Slovaquie et est éliminé en trente-deuxièmes de finale aux Championnats du monde à Zagreb après avoir battu le No 1 autrichien Werner Schlager (no 12 mondial).
Il est finaliste en double mixte aux Championnats d'Europe de tennis de table 2020, associé à Barbora Balážová (de).